# Prix Hedda
 (juin 2024).
 (juin 2024).
Si vous disposez d'ouvrages ou d'articles de référence ou si vous connaissez des sites web de qualité traitant du thème abordé ici, merci de compléter l'article en donnant les références utiles à sa vérifiabilité et en les liant à la section « Notes et références ».
Le prix Hedda (en norvégien : Heddaprisen) est un prix de théâtre norvégien, décerné depuis 1998. 
Il est nommé d'après le personnage d'Hedda de la pièce de Henrik Ibsen Hedda Gabler. 
Parmi les catégories de prix figurent la meilleure production théâtrale, la meilleure mise en scène, la meilleure performance sur scène et parfois un prix honorifique.

## Catégories de prix
- Meilleure actrice - Récompensée pour la première fois en 2006
- Meilleur acteur - Récompensé pour la première fois en 2006
- Meilleur second rôle féminin - Récompensée pour la première fois en 2006
- Meilleur second rôle masculin - Récompensé pour la première fois en 2006
- Meilleure réalisation
- Performance de l'année - Nommée Meilleure production en 1998-2002, Projet théâtral de l'année en 2006-2008, Meilleure performance en 2009
- Meilleure émission pour enfants - Récompensé à partir de 2017
- Meilleure performance pour les jeunes - Récompensé à partir de 2017
- Meilleure conception de décors/costumes – Nommée meilleure conception visuelle 2010-2012
- Meilleur design audiovisuel - Récompensé à partir de 2013
- Meilleur scénario - Récompensé à partir de 2014
- Effort artistique spécial - Appelé Classe Ouverte 1998-2004, Effort académique spécial 2005-2008 et Événement de l'année 2009

Catégories abandonnées
- Performance scénique exceptionnelle - Récompensée de 1998 à 2005
- Révélation prometteuse - récompensé de 2003 à 2008

## Hedda honorifique
Le prix d'honneur Hedda était auparavant décerné par le jury Hedda, mais depuis 2012, c'est le comité Hedda qui sélectionne les récipiendaires. Récipiendaires de l'Hedda honorifique :  
- 2002 : Wenche Foss
- 2003 : Jon Fosse
- 2005 : Toralv Maurstad et Espen Skjønberg
- 2008 : Elsa Nordvang
- 2010 : Edith Roger
- 2012 : IdaLou Larsen
- 2014 : Verdensteatret
- 2017 : Bjørn Sundquist
- 2018 : Therese Bjørneboe
- 2019 : Stein Winge
- 2020 : Knut Ove Arntzen et Sven Åge Birkeland
- 2022 : Mira Zuckermann

## Récompenses
| Récipiendaire | Récompense                                         | Année |
| --- | -------------------------------------------------- | ----- |
| Mira Zuckermann | Hedda d'honneur                                    | 2022  |
| Utvik Senior | Hedda de l’année                                   | 2022  |
| Statsteatret | Effort artistique particulier                      | 2022  |
| Fem forestillinger om døden | Meilleure représentation théâtrale                 | 2022  |
| Johannes Holmen Dahl | Meilleure direction                                | 2022  |
| Mor av en nasjon | Meilleure représentation de théâtre musical        | 2022  |
| In First Person - The Dance | Meilleur spectacle de danse                        | 2022  |
| Kjersti Tveterås | Meilleure actrice                                  | 2022  |
| Olav Waastad | Meilleur acteur                                    | 2022  |
| Preben Hodneland | Meilleur second rôle masculin                      | 2022  |
| Sara Fellman | Meilleur second rôle féminin                       | 2022  |
| Superkid | Meilleure performance pour les jeunes              | 2022  |
| Karons sandkasse | Meilleure performance pour enfants                 | 2022  |
| Sven Haraldsson | Meilleure scénographie/conception de costumes      | 2022  |
| Camara Lundestad Joof | Meilleur scénario                                  | 2022  |
| Xavier Lescat, Vincent Loubière, Raphael Barani, Simon Masson, Guro Skumsnes Moe, Ane Marthe Sørlien Holen, Håvard Skaset og David Lejard-Ruffet                     | Meilleure conception audiovisuelle                 | 2022  |
| | Pas de cérémonie pour cause d’épidémie de Covid    | 2021  |
| Gjertrud Jynge | Meilleure actrice                                  | 2020  |
| Preben Hodneland | Meilleur acteur                                    | 2020  |
| Laila Goody | Meilleur second rôle féminin                       | 2020  |
| Frode Winther | Meilleure co-star masculine                        | 2020  |
| Luk Perceval | Meilleure direction                                | 2020  |
| Raskolnikov | Le spectacle de cette année                        | 2020  |
| Før vi dør | Meilleure performance pour les jeunes              | 2020  |
| Ritsj | Meilleure performance pour enfants                 | 2020  |
| Lars Erik Holter, Ingrid Weme Nilsen | Meilleur scénario                                  | 2020  |
| Norunn Standal | Meilleure scénographie/costume                     | 2020  |
| Tore Vagn Lid, Anders Elsrud Hultgreen, Øystein Nesheim, Arvid Pettersen, Fredrik Rysjedal, Tor Christian Bleikli, Mathias Grønsdal, Terje Isungset og Per Jørgensen | Meilleure conception audiovisuelle                 | 2020  |
| Tore Vagn Lid | Effort artistique particulier                      | 2020  |
| Knut Ove Arntzen og Sven Åge Birkeland | Hedda d’honneur                                    | 2020  |
| Helga Guren | Meilleure actrice                                  | 2019  |
| Jan Sælid | Meilleur acteur                                    | 2019  |
| Anne Krigsvoll | Meilleur second rôle féminin                       | 2019  |
| Nils Jørgen Kaalstad | Meilleure second-rôle masculin                     | 2019  |
| Ole Anders Tandberg | Meilleure direction                                | 2019  |
| The Mute | Spectacle de l’année                               | 2019  |
| Ingenting | Meilleure performance pour les jeunes              | 2019  |
| Mio, min Mio | Meilleure performance pour enfants                 | 2019  |
| Espen Klouman Høiner | Meilleur scénario                                  | 2019  |
| Arne Nøst, Christina Lovery og Jill Tonje Holter | Meilleure scénographie/costume                     | 2019  |
| Boya Bøckman | Meilleure conception audiovisuelle                 | 2019  |
| De Utvalgte | Effort artistique particulier                      | 2019  |
| Stein Winge | Hedda d’honneur                                    | 2019  |
| Ragne Grande | Meilleure actrice                                  | 2018  |
| Hermann Sabado | Meilleur acteur                                    | 2018  |
| Ågot Sendstad | Meilleure un second rôle féminin                   | 2018  |
| Preben Hodneland | Meilleure co-star masculine                        | 2018  |
| Johannes Holmen Dahl | Meilleure direction                                | 2018  |
| The Book of Mormon | Le spectacle de cette année                        | 2018  |
| Tobias og dagen det smalt | Meilleure performance pour enfants                 | 2018  |
| Utafor | Meilleure performance pour les jeunes              | 2018  |
| Gilles Berger | Meilleure scénographie / costumes                  | 2018  |
| Elisabeth Nesset, Alf Lund Godbolt, Vibeke Blydt-Hansen og Norunn Standal                                                                                            | Meilleure conception audiovisuelle                 | 2018  |
| Are Kalvø | Meilleur scénario                                  | 2018  |
| Svein Tindberg, Faten Mahdi-Al-Hussaini, Yousef Bartho Al-Nahi, Siri Marie Seim Sønstelie og Tor Itai Keilen                                                         | Effort artistique particulier                      | 2018  |
| Therese Bjørneboe | Hedda d’honneur                                    | 2018  |
| Nina Ellen Ødegård | Meilleure actrice                                  | 2017  |
| Jan Sælid | Meilleur acteur                                    | 2017  |
| Hildegunn Eggen | Meilleur second rôle féminin                       | 2017  |
| Toralv Maurstad | Meilleur second rôle masculin                      | 2017  |
| Sigrid Strøm Reibo | Meilleure réalisation                              | 2017  |
| Orlando | Production de l'année                              | 2017  |
| Brune | Meilleure production pour l'enfance                | 2017  |
| We come from far, far away | Meilleure production pour la jeunesse              | 2017  |
| Robert Wilson | Meilleur design costume/décor                      | 2017  |
| Ove Alexander Jamt Dahl, Morten Halle, Christine Lohre and Olav Nordhagen                                                                                            | Meilleur design audiovisuel                        | 2017  |
| Arne Lygre | Meilleur texte pour la scène                       | 2017  |
| Ensemble «Edda» | Récompense d'honneur pour la carrière artistique   | 2017  |
| Bjørn Sundquist | Hedda d'honneur                                    | 2017  |
| Ane Dahl Torp | Meilleure actrice                                  | 2016  |
| Kåre Conradi | Meilleur acteur                                    | 2016  |
| Mari Hauge Einbu | Meilleur second rôle féminin                       | 2016  |
| Per Schaanning | Meilleur second rôle masculin                      | 2016  |
| Tore Vagn Lid | Meilleure réalisation                              | 2016  |
| Solaris korrigert | Production de l'année                              | 2016  |
| Den sommeren pappa ble homo | Meilleure production pour l'enfance et la jeunesse | 2016  |
| Sjur Miljeteig | Meilleur design audiovisuel                        | 2016  |
| Tore Vagn Lid and Cecilie Løveid | Meilleur texte pour la scène                       | 2016  |
| Olav Myrtvedt | Meilleur design costume/décor                      | 2016  |
| Beaivváš Sámi Našunálateáhter | Récompense d'honneur pour la carrière artistique   | 2016  |
| Marie Blokhus | Meilleure actrice                                  | 2015  |
| Torbjørn Eriksen | Meilleur acteur                                    | 2015  |
| Lena Kristin Ellingsen | Meilleur second rôle féminin                       | 2015  |
| Espen Skjønberg | Meilleur second rôle masculin                      | 2015  |
| Hanne Tømta | Meilleure réalisation                              | 2015  |
| Hamlet | Production de l'année                              | 2015  |
| Wizard of Oz | Meilleure production pour l'enfance et la jeunesse | 2015  |
| Bård Lie Thorbjørnsen | Meilleur design costume/décor                      | 2015  |
| Verdensteatret | Meilleur design audiovisuel                        | 2015  |
| Alexander Mørk-Eidem | Meilleur texte pour la scène                       | 2015  |
| Hundre hemmeligheter | Meilleure production pour l'enfance et la jeunesse | 2015  |
| Lisa Lie and PONR | Récompense d'honneur pour la carrière artistique   | 2015  |
| Mariann Hole | Meilleure actrice                                  | 2014  |
| Vidar Magnussen | Meilleur acteur                                    | 2014  |
| Renate Reinsve | Meilleur second rôle féminin                       | 2014  |
| Sigmund Sæverud | Meilleur second rôle masculin                      | 2014  |
| Tyra Tønnessen | Meilleure réalisation                              | 2014  |
| Perpleks | Production de l'année                              | 2014  |
| Bård Lie Thorbjørnsen | Meilleur design costume/décor                      | 2014  |
| Eirik Hegdal, Asle Karstad and Trondheim Voices | Meilleur design audiovisuel                        | 2014  |
| Alan Øyen and Andrew Wale | Meilleur texte sur scène                           | 2014  |
| Verdensteatret | Hedda d'honneur                                    | 2014  |
| Gisken Armand | Meilleure actrice                                  | 2013  |
| Ingar Helge Gimle | Meilleur acteur                                    | 2013  |
| Kine Bendixen | Meilleur second rôle féminin                       | 2013  |
| Espen Klouman Høiner | Meilleur second rôle masculin                      | 2013  |
| Oskaras Koršunovas | Meilleure réalisation                              | 2013  |
| Stalker | Production de l'année                              | 2013  |
| Eg – Ik, Ich, I | Meilleure production pour l'enfance et la jeunesse | 2013  |
| Lawrence Malstaf | Meilleur design costume/décor                      | 2013  |
| Roger Gihlemoen | Meilleur design audiovisuel                        | 2013  |
| De utvalgte | Récompense d'honneur pour la carrière artistique   | 2013  |
| Ane Dahl Torp | Meilleure actrice                                  | 2012  |
| Mattis Herman Nyquist | Meilleur acteur                                    | 2012  |
| Gjertrud Jynge | Meilleur second rôle féminin                       | 2012  |
| Torbjørn Eriksen | Meilleur second rôle masculin                      | 2012  |
| Sigrid Strøm Reibo | Meilleure réalisation                              | 2012  |
| Abrahams barn | Production de l'année                              | 2012  |
| Veggen | Meilleure production pour l'enfance et la jeunesse | 2012  |
| Boya Bøckman | Meilleure création graphique                       | 2012  |
| Thorbjørn Harr, Mariann Hole et Jan Gunnar Røise | Récompense d'honneur pour la carrière artistique   | 2012  |
| Heidi Gjermundsen Broch | Meilleure actrice                                  | 2011  |
| Henrik Mestad | Meilleur acteur                                    | 2011  |
| Liv Bernhoft Osa | Meilleur second rôle féminin                       | 2011  |
| Herman Bernhoft | Meilleur second rôle masculin                      | 2011  |
| Peer Perez Øian | Meilleure réalisation                              | 2011  |
| John-Kristian Alsaker, Torbjørn Ljunggren and Øyvind Wangensteen | Meilleure création graphique                       | 2011  |
| Det eviga leendet | Production de l'année                              | 2011  |
| Oslo Internasjonale Teater | Récompense pour la carrière artistique             | 2011  |
| Trine Wiggen | Meilleure actrice                                  | 2010  |
| Anders Mordal | Meilleur acteur                                    | 2010  |
| Valborg Frøysnes | Meilleur second rôle féminin                       | 2010  |
| Christian Skolmen | Meilleur second rôle masculin                      | 2010  |
| Victoria Meirik | Meilleure réalisation                              | 2010  |
| Vi som er hundre | Production de l'année                              | 2010  |
| Før det ringer | Meilleure production pour l'enfance et la jeunesse | 2010  |
| Milja Salovaara | Meilleure création graphique                       | 2010  |
| Sogn og Fjordane Teater director of the Theatre Terje Lyngstad | Récompense d'honneur pour la carrière artistique   | 2010  |
| Edith Roger | Hedda honoraire                                    | 2010  |
| Birgitta Victoria Svendsen | Meilleure actrice                                  | 2009  |
| Mads Ousdal | Meilleur acteur                                    | 2009  |
| Kirsti Stubø | Meilleur second rôle féminin                       | 2009  |
| Pål Rønning | Meilleur second rôle masculin                      | 2009  |
| Eirik Stubø | Meilleure réalisation                              | 2009  |
| En vanlig dag i helvete | Production de l'année                              | 2009  |
| Operasjon Almenrausch | Projet théâtral de l'année                         | 2009  |
| Ellen Ruge | Meilleur design costume/décor/éclairage            | 2009  |
| Jungle Book | Meilleure production pour l'enfance et la jeunesse | 2009  |
| Kjersti Sandal | Meilleure actrice                                  | 2008  |
| Anders Baasmo Christiansen | Meilleur acteur                                    | 2008  |
| Mari Maurstad | Meilleur second rôle féminin                       | 2008  |
| Morten Espeland | Meilleur second rôle masculin                      | 2008  |
| Anne-Karen Hytten | Meilleure réalisation                              | 2008  |
| Mann = Mann | Projet théâtral remarquable                        | 2008  |
| Ingrid Tønder | Meilleur décors/costumes/éclairages                | 2008  |
| Vinterdvale | Meilleure production pour l'enfance et la jeunesse | 2008  |
| Christopher Nielsen | Révélation prometteuse                             | 2008  |
| Tormod Lindgren | Récompense pour la carrière                        | 2008  |
| Elsa Nordvang | Hedda d'honneur                                    | 2008  |
| Birgitte Larsen | Meilleure actrice                                  | 2007  |
| Sven Nordin | Meilleur acteur                                    | 2007  |
| Hildegunn Eggen | Meilleur second rôle féminin                       | 2007  |
| Pål Sverre Valheim Hagen | Meilleur second rôle masculin                      | 2007  |
| Øyvind Osmo Eriksen | Meilleure réalisation                              | 2007  |
| Growth of the Soil [Markens Grøde] | Most Notable Theater Project                       | 2007  |
| Nora Furuholmen and Joakim Moe Røisland | Meilleur design costume/décor/éclairage            | 2007  |
| Betre utan ball | Meilleure production pour l'enfance et la jeunesse | 2007  |
| Alexander Rybak | Révélation prometteuse                             | 2007  |
| Per Chr. Revholt and Ket Iren Lødemel | Récompense pour la carrière                        | 2007  |
| Ingunn Beate Øyen | Meilleure actrice                                  | 2006  |
| Øystein Røger | Meilleur acteur                                    | 2006  |
| Lise Fjeldstad | Meilleur second rôle féminin                       | 2006  |
| Nils Ole Oftebro | Meilleur second rôle masculin                      | 2006  |
| Sophia Jupiter | Meilleure réalisation                              | 2006  |
| Bollywood Ibsen - Fruen fra Det indiske hav | Projet théâtral remarquable                        | 2006  |
| Jūratė Paulėkaitė | Meilleur design costume/décor/éclairage            | 2006  |
| Trollprinsen | Meilleure production pour l'enfance et la jeunesse | 2006  |
| Erlend Sandem | Révélation prometteuse                             | 2006  |
| Sogn og Fjordane Teater | Récompense pour la carrière                        | 2006  |
| Nina Ellen Ødegård | Récompense pour la carrière artistique             | 2005  |
| Grusomhetens Teater | Performing Arts Hub Norway's Award                 | 2005  |
| Sebastian Hartmann | Meilleure réalisation                              | 2005  |
| Staff at Rogaland Teater | Récompense pour la carrière                        | 2005  |
| Ingrid Bolsø Berdal | Révélation prometteuse (et Hedda grant)            | 2005  |
| Peer Gynt | Production de l'année                              | 2005  |
| Christian Friedländer | Meilleur design costume/décor                      | 2005  |
| Espen Skjønberg and Toralv Maurstad | Hedda d'honneur                                    | 2005  |
| Jan Grønli | Récompense pour performance exceptionnelle         | 2004  |
| Purpur og gull | Production de l'année                              | 2004  |
| Gábor Zsámbéki | Meilleure réalisation                              | 2004  |
| Ingrid Nylander | Meilleur design décor/costumes/éclairage           | 2004  |
| Jesper Halle | (Catégorie libre)                                  | 2004  |
| Lasse Kolsrud | Révélation prometteuse (et Hedda grant)            | 2004  |
| Baktruppen | Performing Arts Hub Norway's Award                 | 2004  |
| Marianne Westby | Simen's Grant                                      | 2004  |
| Laila Goody | Récompense pour performance exceptionnelle         | 2003  |
| Who's Afraid of Virginia Woolf? | Production de l'année                              | 2003  |
| Kjetil Bang-Hansen | Meilleure réalisation                              | 2003  |
| Tre mødre - ex auditorio | Meilleure production pour l'enfance et la jeunesse | 2003  |
| Kari Gravklev | Meilleur design costume/décor                      | 2003  |
| Bjørnar Teigen | Révélation prometteuse (et Hedda grant)            | 2003  |
| Oddvar Nilsen | Simen's Grant                                      | 2003  |
| Arlene Wilkes | Récompense pour performance exceptionnelle         | 2002  |
| There | Production de l'année                              | 2002  |
| Tamas Ascher | Meilleure réalisation                              | 2002  |
| John-Kristian Alsaker | Meilleur design costume/décor                      | 2002  |
| Lisbeth Narud | (Catégorie libre)                                  | 2002  |
| Wenche Foss | Hedda d'honneur                                    | 2002  |
| Terje Strømdahl | Récompense pour performance exceptionnelle         | 2001  |
| Runar Hodne | Meilleure réalisation                              | 2001  |
| Amadeus | Production de l'année                              | 2001  |
| Gerd Zoe Christiansen | Meilleur design costume/décor                      | 2001  |
| Marit Moum Aune | (Catégorie libre)                                  | 2001  |
| Trond Espen Seim | Récompense pour performance exceptionnelle         | 2000  |
| Alexander Mørk-Eidem | Meilleure réalisation                              | 2000  |
| Personkrins 3:1 | Production de l'année                              | 2000  |
| Aage Gaup and Berit Marit Hætta | Meilleur design costume/décor                      | 2000  |
| Teater Ibsen | (Catégorie libre)                                  | 2000  |
| Anne Krigsvoll | Récompense pour performance exceptionnelle         | 1999  |
| Stein Winge | Meilleure réalisation                              | 1999  |
| Sult | Production de l'année                              | 1999  |
| Jo Strømgren | (Catégorie libre)                                  | 1999  |
| Iben Sandemose | Meilleur design costume/décor                      | 1999  |
| Even Stormoen | Récompense pour performance exceptionnelle         | 1998  |
| Yngve Sundvor | Meilleure réalisation                              | 1998  |
| Skjønnhetsdronninga | Production de l'année                              | 1998  |
| Kristin Bredal | (catégorie libre)                                  | 1998  |
| Unni Walstad | Meilleur design costume/décor                      | 1998  |